# Анорексигенные средства
Анорексиге́нные сре́дства (от др.-греч. ἀν- — отрицательная приставка + ὄρεξις — аппетит) — лекарственные средства, снижающие или подавляющие аппетит. Представляет собой пищевую добавку или лекарство, которое снижает аппетит, приводя к снижению потребления пищи, что приводит к потере веса. Противоположная по задачам группа препаратов называется «орексигенная» (стимулирующая аппетит).

## Применение
Данные препараты обычно применяются для лечения алиментарного ожирения, отягощающего течение многих заболеваний, приводящего к расстройствам со стороны сердечно-сосудистой системы и к нарушению обмена веществ:458. Также анорексигенные средства применяются при гормональных нарушениях, например при адипозогенитальной дистрофии или гипотиреозе, которые сопровождаются увеличением массы тела.

## Некоторые лекарственные средства
К анорексигенным средствам относят средства, влияющие на катехоламинергическую систему (стимулирующие ЦНС), например амфепрамон, а также средства, влияющие на катехоламинергическую и серотонинергическую системы, например сибутрамин:641. Оба эти препарата влияют на локализованные в гипоталамусе центральные механизмы регуляции аппетита:641. К эффективным анорексигенным средствам относится амфетамин:641. Уступает способности уменьшать аппетит амфетамину амфепрамон, хоть они фармакологически и схожи:641. Анорексигенным свойством обладают некоторые антидепрессанты, например флуоксетин:642.
Также есть новый тип анорексигенным средств — блокаторы каннабиноидных рецепторов (CB1). К таким препаратам относится римонабант (акомплиа), который по эффективности схож с сибутрамином:643.